# Globulina

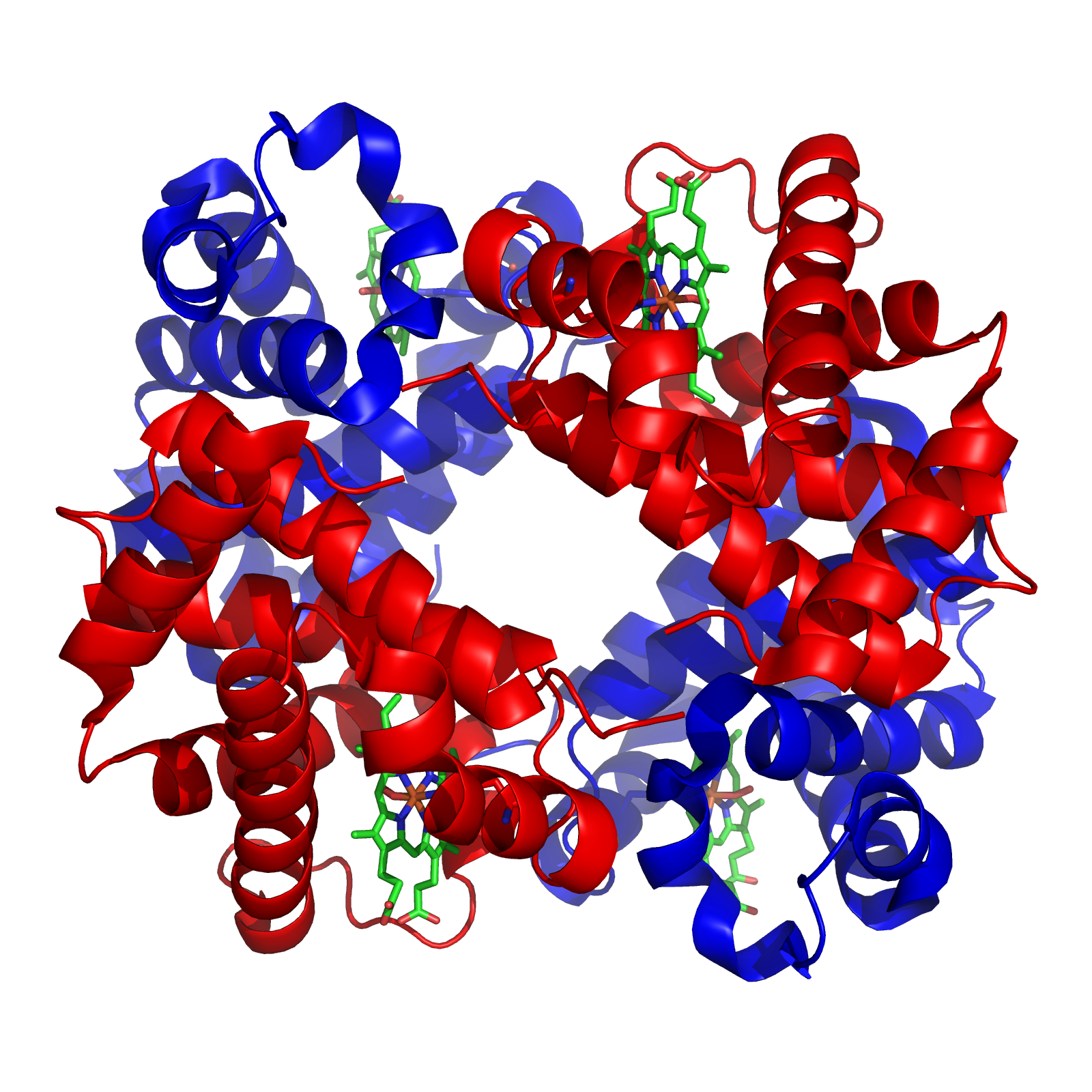
Estructura tridimensional de la hemoglobina, una proteína globular.

Las globulinas son un grupo de proteínas insolubles en agua pero solubles en disoluciones salinas más concentradas, que se encuentran en todos los animales y vegetales. 
Entre las globulinas más importantes destacan las seroglobulinas (de la sangre), las lactoglobulinas (de la leche), las ovoglobulinas (del huevo), la legúmina, las inmunoglobulinas (anticuerpos) y numerosas proteínas presentes en las semillas.
Las globulinas son un importante componente de la sangre, específicamente del plasma.

## Principales grupos de globulinas
Las globulinas séricas se subdividen en globulinas Alfa, Beta, y Gamma según sus movilidades respectivas durante el desarrollo del estudio de electroforesis.
Las globulinas se pueden dividir en varios grupos:
- globulinas alfa 1 y 2
- globulinas beta
- globulinas gamma.

Algunas de las siguientes globulinas se clasifican como "reactante de fase aguda". Esto quiere decir que son proteínas cuya concentración en el plasma aumenta o disminuye en caso de procesos inflamatorios o infecciosos y que por tanto sirven para determinar ciertas patologías.

## Globulinas alfa

### Globulinas alfa 1
- La alfa-1 antitripsina: Es la encargada de controlar la acción de las enzimas lisosomales, también es un reactante de fase aguda.

- La TBG: se encarga de fijar la hormona tiroidea. Transporta T3 y T4.
- La alfa-1 glucoproteína ácida: también conocida como orosomucoide, es un reactante de fase aguda sintetizado en el hígado como respuesta a la inflamación crónica y aguda, quemaduras, tumores y daño del tejido.
- La RBP: es la proteína fijadora de retinol, la cual transporta vitamina "A". Normalmente se asocia a la prealbúmina.
- La protrombina: participa en el proceso de la coagulación transformándose en trombina que transforma el fibrinogeno en fibrina (coágulo).
- La transcortina o CBG: se une y transporta hormonas esteroideas como el cortisol, la aldosterona y la progesterona.

### Globulinas alfa 2
El grupo de las globulinas alfa 2 está compuesto por las siguientes:
- La macroglobulina (alfa-2): la función primordial de ésta es neutralizar las enzimas proteolíticas.
- La haptoglobina: es la encargada de fijar la Hb plasmática de los eritrocitos, y la transporta al hígado para que no se excrete por la orina.
- La ceruloplasmina: transporta y fija el 90 por ciento del cobre sérico. El otro 10 por ciento es transportado por la albúmina.

## Globulinas beta
- La hemopexina: es la que fija y transporta el grupo hemo de la hemoglobina (Hb) hacia el hígado.
- La transferrina: transporta hierro del intestino a los depósitos tisulares de ferritina, y de allí a donde sean necesarios. También es un reactivo de fase aguda.

- Las proteínas del complemento: Son proteínas séricas que actúan en inmunidad inespecífica, provocando la lisis de distintas bacterias.
- Las angiostatinas: es un inhibidor endógeno de la angiogénesis.
- La beta-2 microglobulina:
- El fibrinógeno:  es el precursor de la fibrina y es responsable de la formación de los coágulos de sangre.
- El plasminógeno: es el precursor inactivo de la plasmina cuya función es la fibrinólisis (disolución de coágulos sanguíneos).
- La properdina: estabiliza la convertasa C3bBb en las superficies microbianas en la vía alternativa del complemento.
- La globulina fijadora de hormonas sexuales: se fija y transporta a las hormonas sexuales, específicamente a testosterona y estradiol.

## Globulinas gamma
- Corresponden a las inmunoglobulinas séricas o anticuerpos (IgA, IgE, IgG, IgM, IgD).

Son proteínas de enorme peso molecular. Se encuentran en el plasma realizando funciones defensivas.
- La proteína C reactiva: implicada en la inflamación aguda. Se une a la fosfocolina de células moribundas y a bacterias para activar la vía C1q del complemento.